# Nisída Fléves
Nisída Fléves (Phleva Island) är en ö i Grekland.   Den ligger i prefekturen Nomós Attikís och regionen Attika, i den sydöstra delen av landet, 23 km söder om huvudstaden Aten. Arean är 1,4 kvadratkilometer.
Terrängen på Nisída Fléves är platt. Öns högsta punkt är 73 meter över havet. Den sträcker sig 1,6 kilometer i nord-sydlig riktning, och 1,4 kilometer i öst-västlig riktning.